# Saint-Christophe-des-Bardes
Saint-Christophe-des-Bardes is een kleine, landelijke gemeente in het Franse departement Gironde in het zuidwesten van Frankrijk. Ze grenst aan het stadje Saint-Émilion en omvat het gehucht Saint-Christophe en verspreide hoeves en wijngoederen in de hooggewaardeerde Saint-Émilion AOC. De gemeente telt zo'n 400 inwoners. De Sint-Christoffelkerk is erkend als historisch monument.

## Geografie
De oppervlakte van Saint-Christophe-des-Bardes bedraagt 7,7 km², de bevolkingsdichtheid is 68,3 inwoners per km². De Bardanne, een zijrivier van de Isle, maakt de noordelijke grens uit. Saint-Christophe grenst aan Montagne in het noorden, Saint-Étienne-de-Lisse in het oosten, Saint-Hippolyte en Saint-Laurent-des-Combes in het zuiden en Saint-Émilion in het westen.
De onderstaande kaart toont de ligging van Saint-Christophe-des-Bardes met de belangrijkste infrastructuur en aangrenzende gemeenten.

## Demografie
Onderstaande figuur toont het verloop van het inwonertal (bron: INSEE-tellingen).

## Galerij

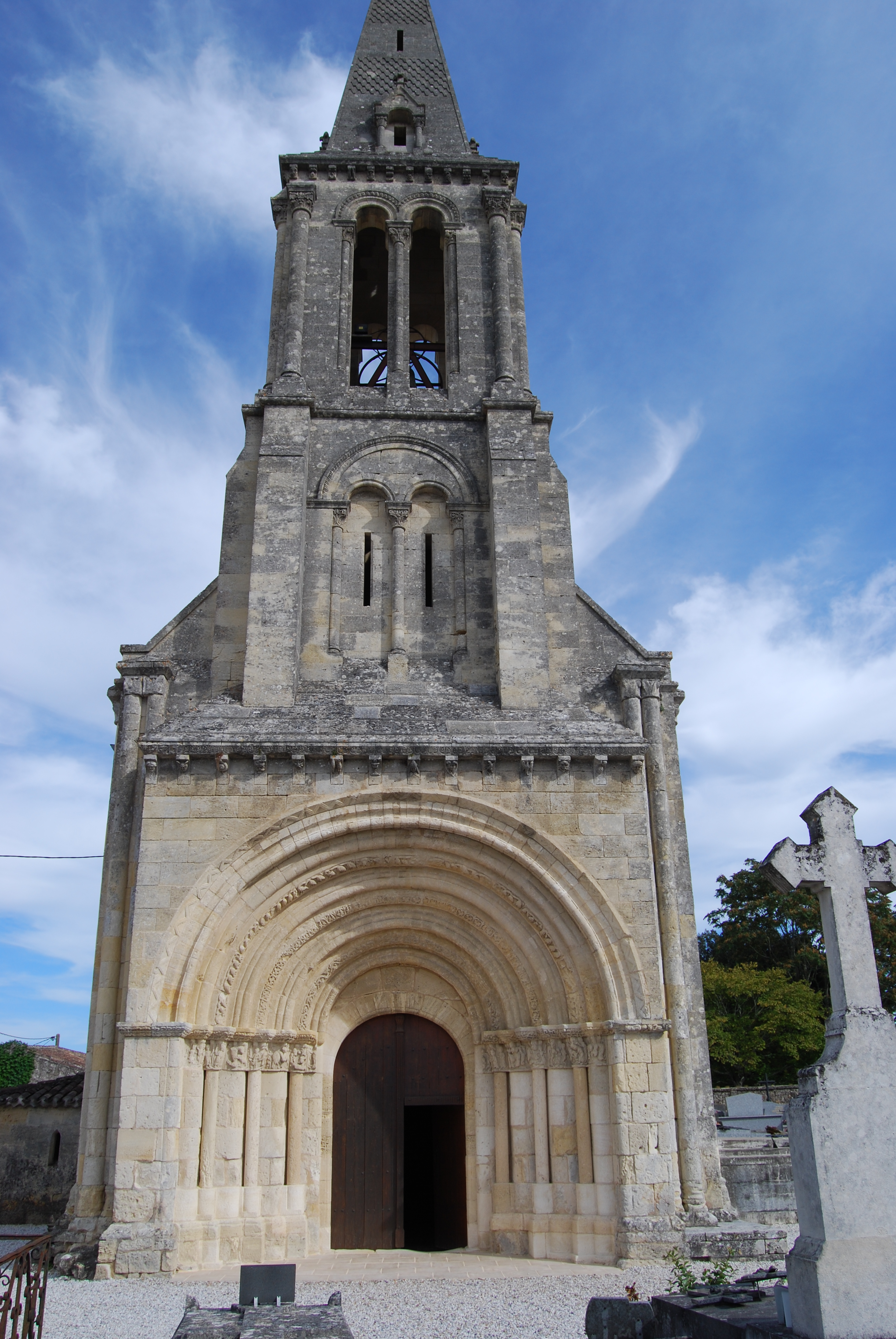
Kerk van Saint-Christophe-des-Bardes
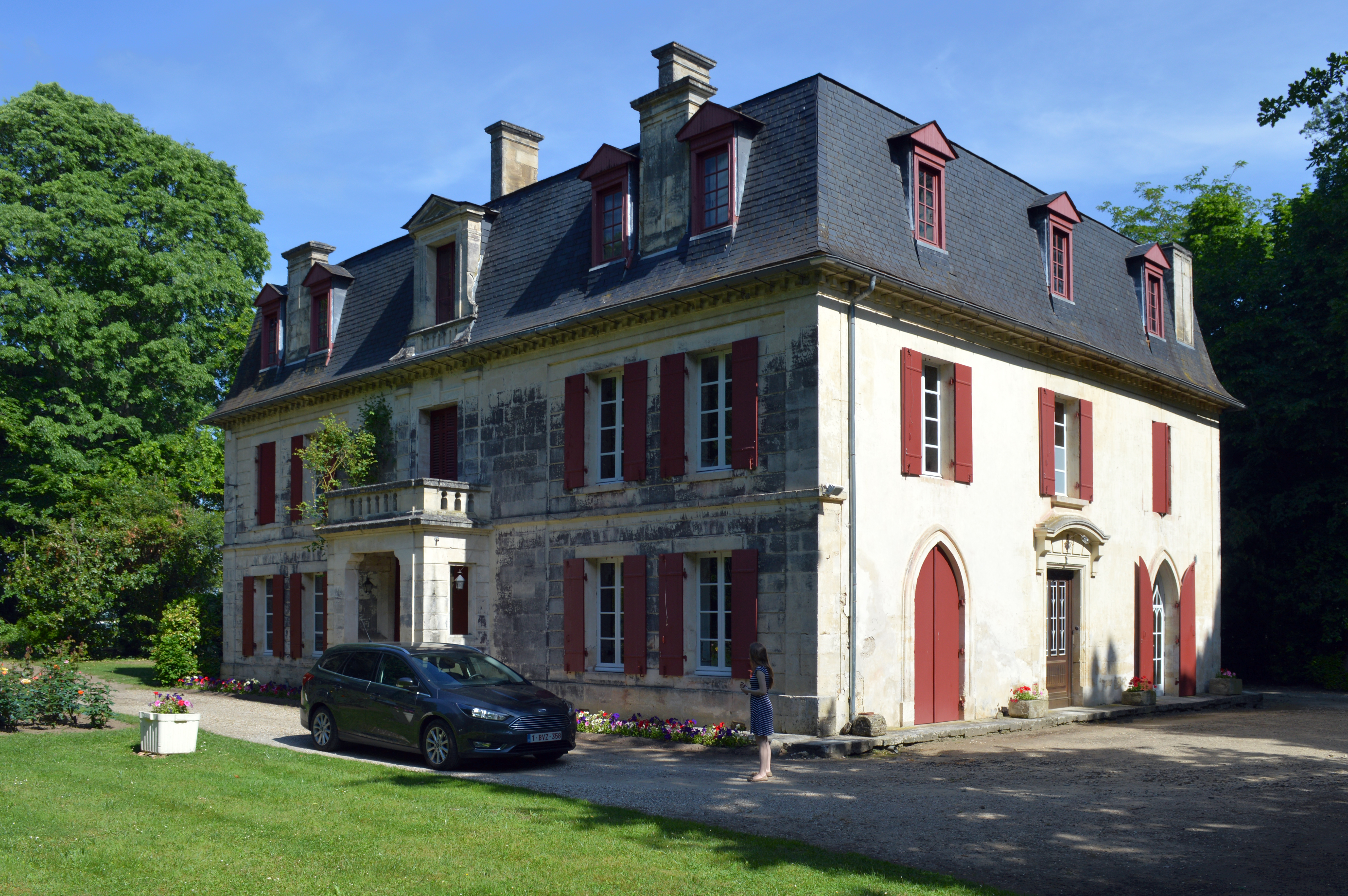
Chateau Brun